# Швейцарія в мініатюрі
45°57′13″ пн. ш. 8°57′03″ сх. д. / 45.953513888889° пн. ш. 8.9508472222222° сх. д.
45°34′17″ пн. ш. 8°34′13″ сх. д. / 45.571265° пн. ш. 8.570305° сх. д.
Швейцарія в мініатюрі (нім. Swissminiatur) — парк мініатюр, розташований у Меліде, недалеко від Лугано, в італомовному кантоні Тічино, Швейцарія. На території парку, площею понад 14 000 м2 виставлено моделі архітектурних об'єктів Швейцарії, виконаних в масштабі 1:25. Також у парку діє мініатюрна залізниця (протяжністю 3560 м), автомагістраль з рухомими транспортними засобами, аеропорт з моделями літаків, кораблі, що пропливають по водних артеріях, і тисячі людських фігур. Як данину близькості з Італією, в парку також можна ознайомитися (у тому числі зсередини) з моделлю міланського кафедрального собору, Мілан, Ломбардія, Італія. У парку росте близько 1500 дерев і кущів і понад 15 000 квітів. Щодня Swissminiatur відвідують більше 4 тисяч туристів. Є путівник російською мовою.

## Перелік мініатюр
У парку налічується понад 120 мініатюр, серед яких:
- Пам'ятник Вільгельму Теллю в Альтдорфі (1)
- Вертолітна база Рега в Ерстфельді (4)
- Церква в Саас-Фе (5)
- Багатокабінна канатна дорога Гріндельвальд-Грюнд-Маннліхен протяжністю 2335 м (6)
- Пам'ятник генералові О. В. Суворову, Андерматт (8)
- Головне Управління Червоного Хреста в Женеві (11)
- Кафедральний собор Лозанни (56)
- Кафедральний собор Св. Ніколаса у Фрібургу (76)
- Аеропорт Цюрих-Клотен (91, 92)
- Бремгартен (94)
- Кафедральний собор в Берні (103)
- Палац Федерального Парламенту у Берні (109)
- Годинникова вежа у Берні (110)
- Кафедральний собор Св. Пьєра у Женеві (112)
- Бургдорфський замок (118)
- Острів Огоз, руїни Понт і каплиця Св. Теодуль (121)

## Ресурси Інтернету
- Офіційний сайт парку «Швейцарія в мініатюрі» [Архівовано 30 квітня 2011 у Wayback Machine.]
- Вікісховище має мультимедійні дані за темою: Швейцарія в мініатюрі
- Міжнародна асоціація парків мініатюр

## Фототека

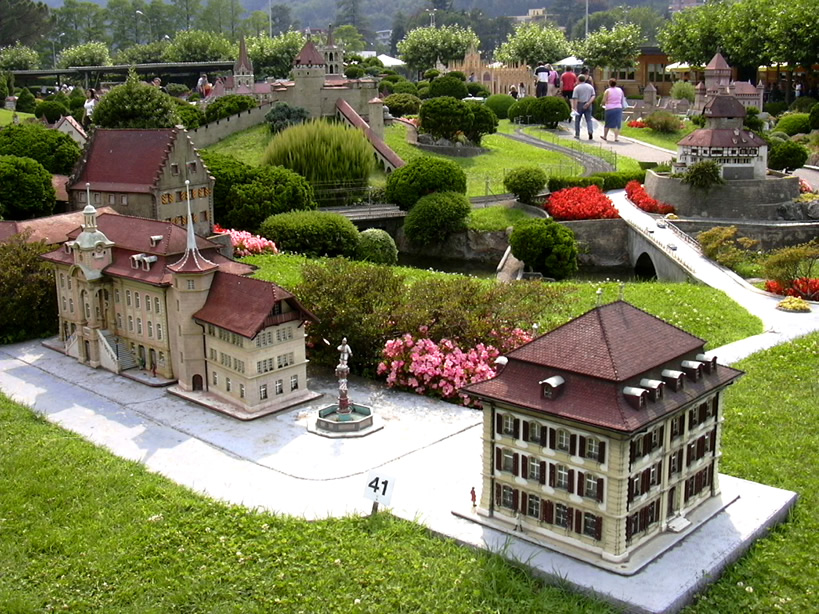
La casa Neuhaus a Zofingen
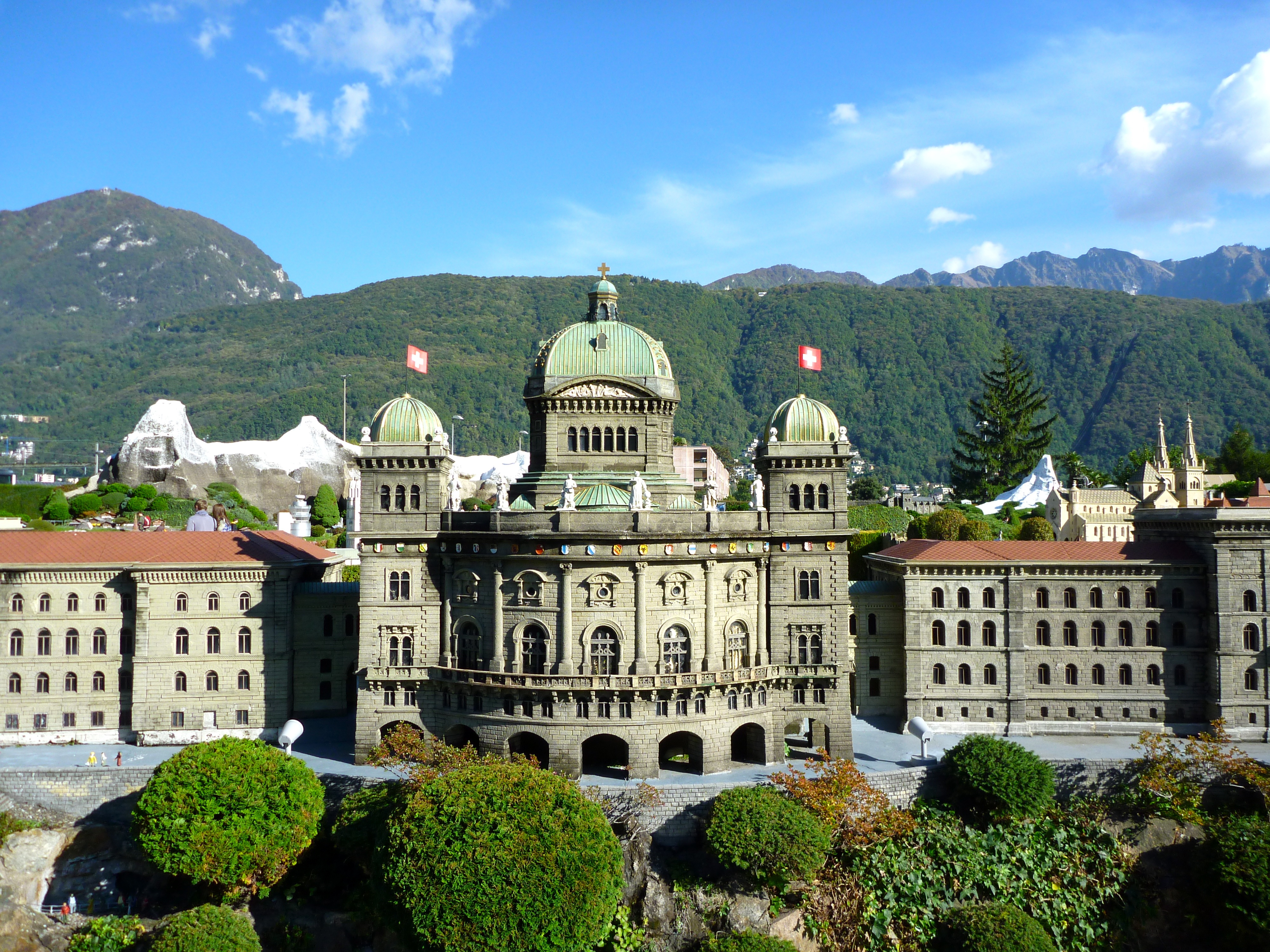
Palazzo federale a Bern
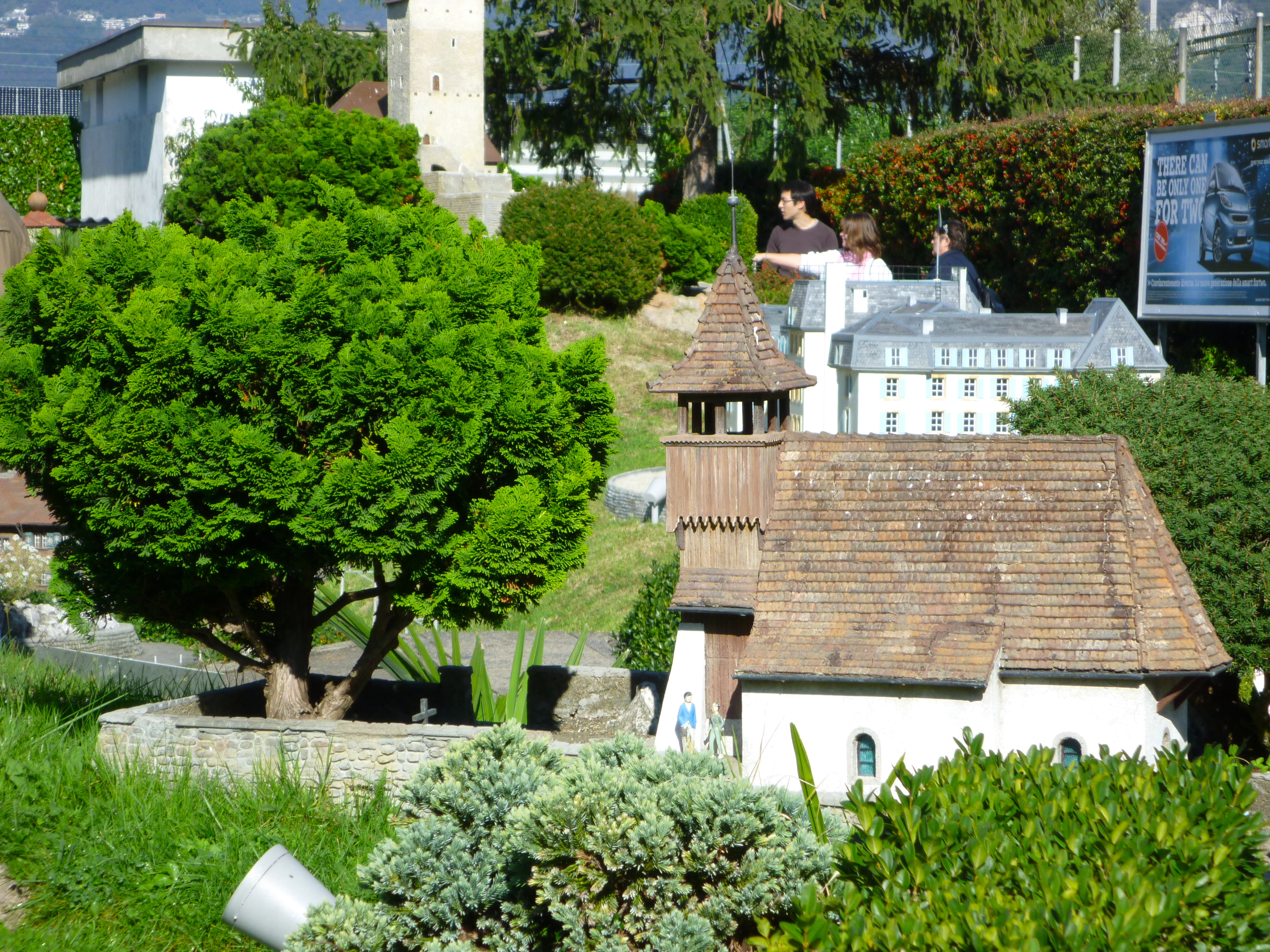
Bergkirchli ad Arosa
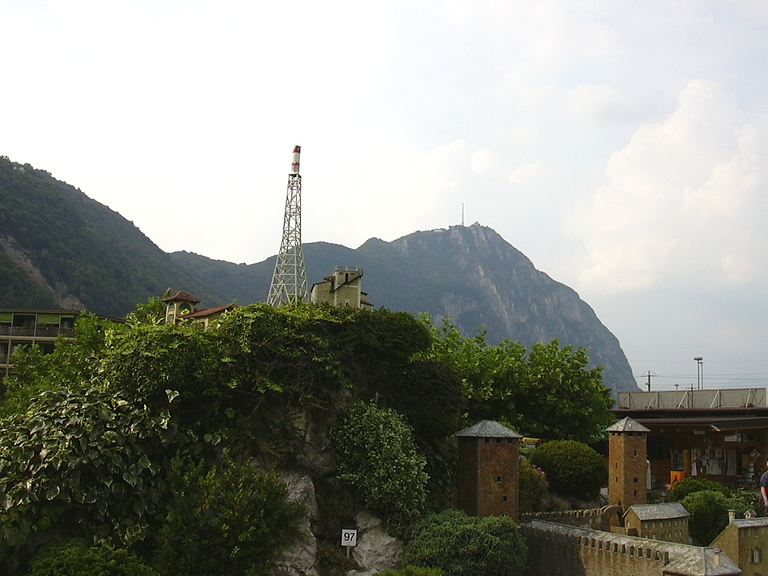
Monte San Salvatore – Originale e modello